# Frederik II. Dánský
Frederik II. Dánský (1. července 1534, Haderslev, Dánsko – 4. dubna 1588, Slagelse) byl dánský a norský král (1559–1588). Jeho panování je charakterizováno růstem královských financí, jenž mu dovolil budovat zámky a paláce.

## Biografie
Frederik se narodil jako nejstarší syn, druhý z pěti dětí krále Kristiána III. Dánského a jeho manželky Dorotey Sasko-Lauenburské. Narodil se do neklidné doby, kdy jeho otec byl pro své luteránské vyznání značnou částí obyvatelstva odmítán. Po Kristiánově vítězství v občanské válce, známé jako Hraběcí válka, byl Frederik v roce 1536 jmenován princem následníkem Dánska. V roce 1559 Kristián III. zemřel a Frederik nastoupil na trůn.
Měl vojenské sklony a zájem uspořádat ekonomický rozvoj a zvýšit vojenskou moc svého království, především námořní moc v Baltském moři. V roce 1559 dosáhl svého prvního vítězství dobytím Dithmarschenu, regionu vzdorujícího uznat dánskou nadvládu, a to při společné operaci se svým strýcem Adolfem Holštýnsko-Gottorpským.
To ho přivedlo k angažmá v Severské sedmileté válce (1563–1570), zbytečném konfliktu s jeho bratrancem Erikem XIV. Švédským, který poškodil jak Dánsko, tak Švédsko.
Pro první léta jeho vlády byl charakteristický vzrůst nepřátelství se Švédskem, který vyústil ve výše zmíněný ozbrojený konflikt – Severskou sedmiletou válku. Frederik počítal s podporou početných žoldnéřských německých jednotek, již i získal, ale válka nebyla úspěšná. Z důvodů špatné organizace nemohl uskutečnit útok na Stockholm v roce 1563 a jeho jednotky se musely v zimě stáhnout na jih do Skåne. V roce 1564 převzali iniciativu Švédové, proniknuvše do Norska – jež tak bylo dobyto – a devastovavše také dánské provincie Blekinge a Halland. V létě Frederik získal půjčku na financování obléhání Stockholmu, ale záměr skončil naprostým fiaskem a vojsko muselo odtáhnout. Nový pokus v říjnu opět ztroskotal a Královská rada ztratila trpělivost. Za této situace se Frederik musel obrátit na starého nepřítele svého otce, Pedera Oxe.
Peder Oxe dostal od krále důležitá privilegia, včetně participace v Královské radě, a společně s ní převzal vládu. Přiměl šlechtu vzít na sebe část financování dluhů a Rada schválila dvojnásobné zvýšení platby mýtného v Öresundu. Administrativní schopnosti Oxeovy a vypuknutí vnitřních konfliktů ve Švédsku byly rozhodujícími faktory, jež zabránily větší katastrofě pro Dánsko a Norsko.
Mír se Švédskem byl uzavřen v roce 1570 ve Štětíně za podmínek, jež nebyly příznivé ani pro jednu stranu. Dánsko zůstalo nejsilnější severskou zemí a byla potvrzena příslušnost sporné provincie Jämtlandu k Norsku. Avšak škody materiální i lidské, jež Dánsko utrpělo ve válce, byly pro Frederikovo království katastrofální, zjevné bylo i omezení námořní moci Dánska.
Zahraniční politika, ke které se Frederik II. po konfliktu uchýlil, byla naprostá neutralita, a jeho dobré vztahy s protestantskými mocnostmi se omezily na morální podporu. Od anglické královny Alžběty dostal Podvazkový řád. Obklopil se zkušenými rádci, kteří byli schopni vést království správnou cestou.
Dosáhnuv míru, rozhodl se Frederik k budování paláců a zámků. v roce 1567 založil Fredrikstad, první město v Norsku pojmenované na počest krále. Pro kontrolu plavby přes Öresund a pro zajištění příjmů z povolení průjezdu obchodních lodí rozhodl o vybudování největší severské pevnosti Kronborgu; byla vystavěna v letech 1574–1584 díky nárůstu poplatků z Öresundu. Šlechta mu postoupila různé pozemky v Dánsku, takže král mohl sjednotit řadu osobních majetků. V roce 1560 získal Hillerødsholm v Hillerødu na severu ostrova Sjælland; zde pak inicioval stavbu zámku Frederiksborg.
Byl milovníkem slavností, vína a lovu., stejně jako věd a umění. Byl rovněž patronem slavného astronoma Tychona Brahe.
Frederik II. zemřel v klášteře Antvorskov 4. dubna roku 1588 ve věku 53 let. Anders Sørensen Vedel, kněz odpovědný za pohřeb, řekl při obřadu, že smrt byla způsobena alkoholismem, který krále sužoval. Pochován byl v katedrále v Roskilde, místě posledního odpočinku dánských králů; zde odpočívá dodnes.

## Manželství a potomci
V roce 1571 přibyla na návštěvu do Kodaně teta Frederika II., Alžběta Dánská se svým manželem, meklenburským princem Ulrichem III. a čtrnáctiletou dcerou Žofií, o kterou se Frederik zajímal. K uzavření manželství bylo zapotřebí vyjádření teologické fakulty Kodaňské university, neboť příští snoubenci byli blízce příbuzní (Žofiina matka a Frederikův otec byli po otci sourozenci, třebaže měli každý jinou matku). Povolení bylo uděleno a po krátkých zásnubách bylo manželství uzavřeno. Svatba Frederika a Žofie se konala 20. července roku 1572 v Kodani a následujícího dne byla nová dánská královna v katedrále Panny Marie v Kodani korunována.
Sňatek byl – tak jako většina svazků v té době – sjednán z dynasticko-politických důvodů. Přes to i přes velký věkový rozdíl mezi manželi (23 let) bylo jejich manželství šťastné. Královna často doprovázela manžela na cestách po zemi a věnovala se především rodinnému životu. Král, který se podepisoval "FS", tvrdil, že to neznamená Fredericus Secundus, ale Fredericus & Sophia.
Z manželství a Frederika II. a Žofie vzešli následující potomci:
- 1. Alžběta (25. 8. 1573 Kolding – 19. 7. 1625 Braunschweig)[1]
⚭ 1590 Jindřich Julius Brunšvicko-Lüneburský (15. 10. 1564 Hessen – 30. 7. 1613 Praha), vévoda brunšvicko-lüneburský, kníže brunšvicko-wolfenbüttelský[2][3]
- 2. Anna (12. 12. 1574 Skanderborg – 2. 3. 1619 Londýn)[4][5]
⚭ 1589 Jakub I. Stuart (19. 6. 1566 Edinburgh – 27. 3. 1625 Londýn), král Skotska, Anglie a Irska[6][7]
- 3. Kristián IV. (12. 4. 1577 Hillerød – 28. 2. 1648 Kodaň), král Dánska a Norska od roku 1588 až do své smrti[8][9]
I. ⚭ 1597 Anna Kateřina Braniborská (26. 6. 1575 Halle – 29. 3. 1612 Kodaň)[10][11]
II. ⚭ 1615 Kirsten Munková (6. 7. 1598 – 19. 4. 1658), morganatické manželství[12]
- 4. Oldřich (30. 12. 1578 Kolding – 27. 3. 1624 Rühn), kníže-biskup ve Schwerinu[13][14]
- 5. Augusta (8. 4. 1580 Kolding – 5. 2. 1639 Husum)[15][16]
⚭ 1596 Jan Adolf Holštýnsko-Gottorpský (27. 2. 1575 Schleswig – 31. 3. 1616 tamtéž), vévoda holštýnsko-gottorpský od roku 1590 až do své smrti[17][18]
- 6. Hedvika (5. 8. 1581 Hillerød – 26. 11. 1641 Prettin)[19][20]
⚭ 1602 Kristián II. Saský (23. 9. 1583 Drážďany – 23. 6. 1611 tamtéž), saský kurfiřt[21][22]
- 7. Jan (9. 7. 1583 Haderslev – 28. 10. 1602 Moskva), před smrtí zasnoubený s Xenií, dcerou ruského vládce Borise Godunova[23]

## Vývod z předků
|                       |                                        |  |                               |                                  |  |  |  |  |  |  |  | Dětřich Oldenburský |
|                       |                                        |  |                               |                                  |  |  |  |  |  |  |  |                     |
|                       | Kristián I. Dánský                     |  |                               |                                  |  |  |  |  |  |  |  |                     |
|                       |                                        |  |                               |                                  |  |  |  |  |  |  |  |                     |
|                       |                                        |  |                               | Helvig Holštýnsko-Rendsburská    |  |  |  |  |  |  |  |                     |
|                       |                                        |  |                               |                                  |  |  |  |  |  |  |  |                     |
|                       | Frederik I. Dánský                     |  |                               |                                  |  |  |  |  |  |  |  |                     |
|                       |                                        |  |                               |                                  |  |  |  |  |  |  |  |                     |
|                       |                                        |  |                               | Jan Braniborsko-Kulmbašský       |  |  |  |  |  |  |  |                     |
|                       |                                        |  |                               |                                  |  |  |  |  |  |  |  |                     |
|                       | Dorotea Braniborská                    |  |                               |                                  |  |  |  |  |  |  |  |                     |
|                       |                                        |  |                               |                                  |  |  |  |  |  |  |  |                     |
|                       |                                        |  |                               | Barbora Sasko-Wittenberská       |  |  |  |  |  |  |  |                     |
|                       |                                        |  |                               |                                  |  |  |  |  |  |  |  |                     |
|                       | Kristián III. Dánský                   |  |                               |                                  |  |  |  |  |  |  |  |                     |
|                       |                                        |  |                               |                                  |  |  |  |  |  |  |  |                     |
|                       |                                        |  |                               | Albrecht III. Achilles           |  |  |  |  |  |  |  |                     |
|                       |                                        |  |                               |                                  |  |  |  |  |  |  |  |                     |
|                       | Jan Cicero Braniborský                 |  |                               |                                  |  |  |  |  |  |  |  |                     |
|                       |                                        |  |                               |                                  |  |  |  |  |  |  |  |                     |
|                       |                                        |  |                               | Markéta Bádenská                 |  |  |  |  |  |  |  |                     |
|                       |                                        |  |                               |                                  |  |  |  |  |  |  |  |                     |
|                       | Anna Braniborská                       |  |                               |                                  |  |  |  |  |  |  |  |                     |
|                       |                                        |  |                               |                                  |  |  |  |  |  |  |  |                     |
|                       |                                        |  |                               | Vilém III. Durynský              |  |  |  |  |  |  |  |                     |
|                       |                                        |  |                               |                                  |  |  |  |  |  |  |  |                     |
|                       | Markéta Saská                          |  |                               |                                  |  |  |  |  |  |  |  |                     |
|                       |                                        |  |                               |                                  |  |  |  |  |  |  |  |                     |
|                       |                                        |  |                               | Anna Habsburská                  |  |  |  |  |  |  |  |                     |
|                       |                                        |  |                               |                                  |  |  |  |  |  |  |  |                     |
| 'Frederik II. Dánský' |                                        |  |                               |                                  |  |  |  |  |  |  |  |                     |
|                       |                                        |  |                               |                                  |  |  |  |  |  |  |  |                     |
|                       |                                        |  | Bernard II. Sasko-Lauenburský |                                  |  |  |  |  |  |  |  |                     |
|                       |                                        |  |                               |                                  |  |  |  |  |  |  |  |                     |
|                       | Jan V. Sasko-Lauenburský               |  |                               |                                  |  |  |  |  |  |  |  |                     |
|                       |                                        |  |                               |                                  |  |  |  |  |  |  |  |                     |
|                       |                                        |  |                               | Adléta Pomořanská                |  |  |  |  |  |  |  |                     |
|                       |                                        |  |                               |                                  |  |  |  |  |  |  |  |                     |
|                       | Magnus I. Sasko-Lauenburský            |  |                               |                                  |  |  |  |  |  |  |  |                     |
|                       |                                        |  |                               |                                  |  |  |  |  |  |  |  |                     |
|                       |                                        |  |                               | Fridrich II. Braniborský         |  |  |  |  |  |  |  |                     |
|                       |                                        |  |                               |                                  |  |  |  |  |  |  |  |                     |
|                       | Dorotea Braniborská                    |  |                               |                                  |  |  |  |  |  |  |  |                     |
|                       |                                        |  |                               |                                  |  |  |  |  |  |  |  |                     |
|                       |                                        |  |                               | Kateřina Saská                   |  |  |  |  |  |  |  |                     |
|                       |                                        |  |                               |                                  |  |  |  |  |  |  |  |                     |
|                       | Dorotea Sasko-Lauenburská              |  |                               |                                  |  |  |  |  |  |  |  |                     |
|                       |                                        |  |                               |                                  |  |  |  |  |  |  |  |                     |
|                       |                                        |  |                               | Vilém IV. Brunšvicko-Lüneburský  |  |  |  |  |  |  |  |                     |
|                       |                                        |  |                               |                                  |  |  |  |  |  |  |  |                     |
|                       | Jindřich I. Brunšvicko-Wolfenbüttelský |  |                               |                                  |  |  |  |  |  |  |  |                     |
|                       |                                        |  |                               |                                  |  |  |  |  |  |  |  |                     |
|                       |                                        |  |                               | Alžběta Stolbersko-Wernigerodská |  |  |  |  |  |  |  |                     |
|                       |                                        |  |                               |                                  |  |  |  |  |  |  |  |                     |
|                       | Kateřina Brunšvicko-Wolfenbüttelská    |  |                               |                                  |  |  |  |  |  |  |  |                     |
|                       |                                        |  |                               |                                  |  |  |  |  |  |  |  |                     |
|                       |                                        |  |                               | Erik II. Pomořanský              |  |  |  |  |  |  |  |                     |
|                       |                                        |  |                               |                                  |  |  |  |  |  |  |  |                     |
|                       | Kateřina Pomořanská                    |  |                               |                                  |  |  |  |  |  |  |  |                     |
|                       |                                        |  |                               |                                  |  |  |  |  |  |  |  |                     |
|                       |                                        |  |                               | Žofie Pomořanská                 |  |  |  |  |  |  |  |                     |
|                       |                                        |  |                               |                                  |  |  |  |  |  |  |  |                     |